# Episodi di Professione pericolo (terza stagione)
La terza stagione della serie televisiva Professione pericolo è stata trasmessa in prima visione negli Stati Uniti d'America da ABC tra il 1983 e il 1984.
| nº | Titolo originale     | Titolo italiano | Prima TV USA      | Prima TV Italia |
| -- | -------------------- | --------------- | ----------------- | --------------- |
| 1  | Devil's Island       |                 | 21 settembre 1983 |                 |
| 2  | Trauma               |                 | 28 settembre 1983 |                 |
| 3  | Pleasure Isle        |                 | 5 ottobre 1983    |                 |
| 4  | Baker's Dozen        |                 | 12 ottobre 1983   |                 |
| 5  | The Last Drive       |                 | 26 ottobre 1983   |                 |
| 6  | TKO                  |                 | 2 novembre 1983   |                 |
| 7  | Dirty Laundry        |                 | 9 novembre 1983   |                 |
| 8  | Inside, Outside      |                 | 16 novembre 1983  |                 |
| 9  | Pirates of Nashville |                 | 23 novembre 1983  |                 |
| 10 | Hollywood Shorties   |                 | 30 novembre 1983  |                 |
| 11 | To the Finish        |                 | 7 dicembre 1983   |                 |
| 12 | Wheels               |                 | 21 dicembre 1983  |                 |
| 13 | Cool Hand Colt       |                 | 4 gennaio 1984    |                 |
| 14 | The Huntress         |                 | 11 gennaio 1984   |                 |
| 15 | Bite of the Wasp     |                 | 18 gennaio 1984   |                 |
| 16 | Rabbit's Feet        |                 | 25 gennaio 1984   |                 |
| 17 | Olympic Quest        |                 | 1 febbraio 1984   |                 |
| 18 | Always Say Always    |                 | 22 febbraio 1984  |                 |
| 19 | King of the Cowboys  |                 | 29 febbraio 1984  |                 |
| 20 | Boom                 |                 | 7 marzo 1984      |                 |
| 21 | Undersea Odyssey     |                 | 21 marzo 1984     |                 |
| 22 | Old Heroes Never Die |                 | 2 maggio 1984     |                 |